# Recopa Africana 1979
La Recopa Africana 1979 es la quinta edición de este torneo de fútbol a nivel de clubes de África organizado por la CAF, el cual contó con la participación de 28 equipos campeones de copa de sus respectivos países, 6 más que en la edición anterior.
El Canon Yaoundé de Camerún venció en la final al Gor Mahia FC de Kenia para ganar el título por primera vez.

## Primera Ronda
| Equipo 1                   | Agr.        | Equipo 2                | Ida | Vuelta |
| -------------------------- | ----------- | ----------------------- | --- | ------ |
| Al Nasr                    | w.o1        | TP USCA Bangui          |     |        |
| Bendel Insurance           | 6-1         | Petrosport FC           | 1-0 | 5-1    |
| Espoirs                    | 1-1 (4-5 p) | Wallidan FC             | 1-0 | 0-1    |
| SC Gagnoa                  | 4-1         | Cedar United            | 3-1 | 1-0    |
| Gor Mahia FC               | w.o.1       | Al Ittihad El Iskandary |     |        |
| Kadiogo FC                 | 1-1 (4-2 p) | Asante Kotoko           | 1-0 | 0-1    |
| Maseru United              | 6-6 (a)     | Notwane FC              | 2-1 | 4-5    |
| Maxaquene                  | 0-4         | AS Sotema               | 0-3 | 0-1    |
| Nsambya FC                 | w.o1        | Al Neel SC              |     |        |
| Pan African FC             | 1-1 (5-4 p) | Omedla SC               | 1-0 | 0-1    |
| Deportivo Mongomo          | 2-8         | Canon Yaoundé           | 1-3 | 1-5    |
| UDIB                       | 2-3         | Bai Bureh Warriors      | 1-1 | 1-2    |
| CM Belcourt                | Bye         |                         |     |        |
| Horoya AC                  | Bye         |                         |     |        |
| Requins de l'Atlantique FC | Bye         |                         |     |        |
| AS Vita Club               | Bye         |                         |     |        |

- 1:Los clubes USCA Bangui, Al Ittihad El Iskandary y Al Neel SC abandonaron el torneo antes de jugar el partido de ida.

## Segunda Ronda
| Equipo 1           | Agr.    | Equipo 2                   | Ida | Vuelta |
| ------------------ | ------- | -------------------------- | --- | ------ |
| Bai Bureh Warriors | 0-4     | Horoya AC                  | 0-1 | 0-3    |
| Bendel Insurance   | 2-0     | SC Gagnoa                  | 1-0 | 1-0    |
| CM Belcourt        | 5-2     | Al Nasr                    | 4-2 | 1-0    |
| Gor Mahia FC       | 1-1 (a) | Nsambya FC                 | 0-0 | 1-1    |
| Kadiogo FC         | 4-2     | Requins de l'Atlantique FC | 3-1 | 1-1    |
| Maseru United      | 1-5     | AS Sotema                  | 0-1 | 1-4    |
| Pan African FC     | 2-2 (a) | Vita Club                  | 2-1 | 0-1    |
| Wallidan FC        | 1-3     | Canon Yaoundé              | 1-2 | 0-1    |

## Cuartos de final
| Equipo 1     | Agr.        | Equipo 2         | Ida | Vuelta |
| ------------ | ----------- | ---------------- | --- | ------ |
| AS Sotema    | 2-2 (3-5 p) | Bendel Insurance | 2-0 | 0-2    |
| CM Belcourt  | 1-6         | Horoya AC        | 0-3 | 1-3    |
| Kadiogo FC   | 2-4         | Gor Mahia FC     | 1-2 | 1-2    |
| AS Vita Club | 4-7         | Canon Yaoundé    | 3-1 | 1-6    |

## Semifinales
| Equipo 1      | Agr. | Equipo 2         | Ida | Vuelta |
| ------------- | ---- | ---------------- | --- | ------ |
| Canon Yaoundé | 1-0  | Bendel Insurance | 1-0 | 0-0    |
| Gor Mahia FC  | 3-0  | Horoya AC        | 1-0 | 2-0    |

## Final
| Equipo 1     | Agr. | Equipo 2      | Ida | Vuelta |
| ------------ | ---- | ------------- | --- | ------ |
| Gor Mahia FC | 0-8  | Canon Yaoundé | 0-2 | 0-6    |

## Campeón
| Recopa Africana 1979    |
| ----------------------- |
| Bandera de Camerún      |
| Canon Yaoundé 1º Título |